# Volga (planetka)
(1149) Volga je planetka s průměrem 57 km, kterou objevil E. Skvortsov 1. srpna 1929.